# Benny Benassi
Benny Benassi, pseudonimo di Marco Benassi (Reggio Emilia, 13 luglio 1967), è un disc jockey e produttore discografico italiano.
Nel 2009 era tra i 50 DJ più popolari al mondo secondo il sito web The DJ List, precisamente al 48º Posto e al 26º secondo il sito DJ Magazine, tra gli italiani secondo solamente a Zatox. Nel 2011 era all'8 posto nella classifica di DJList.
Benassi nel 2007 col singolo Bring the Noise, una rivisitazione del vecchio successo dei Public Enemy, vinse il Grammy Award nella categoria Best Remix..

## Biografia
Inizia la carriera come DJ alla fine anni ottanta a Reggio Emilia insieme al cugino Alle Benassi, con cui forma il duo Benassi Bros e con cui successivamente produce tutte le tracce e tutti i remix sia come Benassi Bros che come Benny Benassi. Alla metà degli anni novanta i Benassi si trasferiscono nello studio di produzione di Larry Pignagnoli. Anche se col suo pseudonimo inizia a farsi conoscere già alla fine del 1997 col brano Electric Flying, il suo primo successo internazionale è I Feel So Fine lanciato nel 2001 sotto il nome KMC, cantato da Dhany. Segue un secondo singolo di successo, Satisfaction, che raggiunge il secondo posto della classifica dei singoli in Gran Bretagna.
Nel 2003 pubblica il suo primo album, Hypnotica sotto il nome "Benny Benassi Presents the Biz", e l'anno successivo esce Pumphonia sotto il nome "Benassi Bros.". In quegli anni crea l'etichetta Pump-Kin Music, per dare spazio a DJ poco conosciuti in tutto il mondo. Col nome Benassi Bros., nel 2005 pubblica l'album ...Phobia. Nel dicembre dello stesso anno la catena di fast food statunitense Wendy's utilizza il singolo Satisfaction come colonna sonora per un suo spot pubblicitario. Nel 2007 crea una sub-label della Pump-Kin Music, chiamata Funky Pump-Kin destinata ai DJ e produttori emergenti della scena musicale house/pop/funk/soul. Nell'agosto del 2007 esce il singolo Bring the Noise, una rivisitazione del vecchio successo dei Public Enemy, col quale vince il Grammy Awards nella categoria Best Remix.
Nel 2008 esce l'album Rock 'n' Rave e i Benassi creano un nuovo studio di produzione e la loro società di edizioni Basic Music. Il 6 settembre dello stesso anno è ospite nella data romana dello Sticky & Sweet Tour di Madonna, tenutosi allo Stadio Olimpico di Roma. Nel 2009 è chiamato a far parte del programma radiofonico Diabolika su radio m2o. Nel 2010 pubblica il singolo Spaceship con la partecipazione vocale di apl.de.ap del gruppo dei Black Eyed Peas e di Kelis. Nel 2011 pubblica 3 singoli con Gary Go per il suo ultimo album Electroman: Cinema, Close to me e Control. Inoltre ha inciso un pezzo insieme al cantante statunitense Chris Brown, intitolato Beautiful People.
Nel corso del 2012 ha prodotto i brani Girl Gone Wild, I'm Addicted e Best Friend per l'album MDNA di Madonna e il brano Stardust di Mika, presente in The Origin of Love. Nello stesso anno ha collaborato con Jovanotti per il remix di Ti porto via con me pubblicato in Backup - Lorenzo 1987-2012, oltre anche ad aver realizzato il remix del brano Doom and Gloom dei Rolling Stones. Nel 2014 è al 48 posto nella classifica di DJList. Sempre nel 2014 è tra i DJ che si esibiscono al famoso festival della musica house Tomorrowland. Tra i suoi remix per altri artisti, ricordiamo il Womanizer [Benny Benassi Extended Mix], remix ufficiale del brano Womanizer di Britney Spears contenuto nel secondo album di remix ufficiali B in the Mix: The Remixes Vol. 2 della cantante statunitense. Nel 2016 collabora con Zucchero Fornaciari e Don Was, curando la produzione del singolo 13 buone ragioni.
Attualmente lavora a Reggio Emilia, dove esercita la professione di DJ e produttore presso Basic Music Studio. Nel 2018 ha collaborato con Giorgia, curando la produzione di I Feel Love,  cover di Donna Summer contenuta nell'album Pop Heart. Nel 2019 collabora con Jovanotti aprendo una delle tappe del JovaBeach Party, precisamente quella di Marina di Cerveteri, affiancando il cantante per oltre 30 minuti alla console. Nel 2021 collabora con Dardust e Astrality al brano Golden Nights, singolo del gruppo musicale britannico Sophie and the Giants. Nel 2022 è ospite della prima semifinale di Eurovision Song Contest 2022. Successivamente apre un cocktail restaurant a Reggio Emilia (precisamente nella stupenda Piazza San Prospero) con Fabio Volo e altri due soci.

## Discografia

### Album in studio
- 2003 - Hypnotica (come "Benny Benassi pres. The Biz")
- 2004 - Pumphonia (come "Benassi Bros.")
- 2005 - ...Phobia (come "Benassi Bros.")
- 2008 - Rock and Rave
- 2011 - Electroman
- 2016 - Danceaholic

### Remix
- 2004 - Re-Sfaction
- 2006 - Re-Sfaction 2
- 2019 - Adrian

### Raccolte
- 2003 - DJ Set 1
- 2004 - Subliminal Sessions 6
- 2005 - The Gallery: Live Sessions (con Tall Paul)
- 2005 - Cooking for Pump-Kin: Phase One
- 2006 - Best of Benassi Bros. (come "Benassi Bros.")
- 2006 - Best of Benny Benassi
- 2007 - The Best of Benny Benassi
- 2007 - Cooking for Pump-Kin: Special Menu

## Singoli
Benny Benassi
- 2002 – Satisfaction (con The Biz)
- 2002 – Able to Love (con Dhany)
- 2003 – No Matter What You Do (con The Biz)
- 2004 – Love is Gonna Save Us (con The Biz)
- 2004 – Rumenian (con Violeta)
- 2005 – Stop Go (con The Biz)
- 2006 – Who's Your Daddy? (con Naan)
- 2008 – Come Fly Away (con Channing)
- 2009 – Finger Food
- 2010 – Spaceship (feat. Kelis, apl.de.ap e Jean Baptiste)
- 2011 – House Music
- 2011 – Beautiful People (Chris Brown feat. Benny Benassi)
- 2011 – Electroman (feat. T-Pain)
- 2011 – Cinema (feat. Gary Go)
- 2011 – Close to Me (feat. Gary Go)
- 2012 – Control (feat. Gary Go)
- 2012 – Move Your Body 2k12 (Vs. Marshall Jefferson)
- 2013 – Tell Me Twice (UMF Musical Anthem) (con Davide Riva Rivaz e Heather Bright)
- 2013 – Dance The Pain Away (con John Legend)
- 2013 – Back To The Pump
- 2014 – Let This Last Forever (con Gary Go)
- 2014 – Shooting Helicopters (con Serj Tankian)
- 2014 – Gangsta (con Moguai)
- 2016 – Even If (con Vassy)
- 2016 – Paradise (con Chris Brown)
- 2017 – We Light Forever Up (con Lush & Simon)
- 2018 – Everybody Needs A Kiss (con Sofi Tukker)
- 2019 – Lonely Nights (con Lil Yatchy)
- 2019 – Inside (con Chris Nasty)
- 2020 – Everybody Hates Monday Morning (con BB Team)
- 2020 – Just Miss Love (con Burak Yeter)
- 2020 – I'll Be Your Friend (con CeCe Rogers)
- 2020 – Until The End Of Summer (con Blush e Motungi)
- 2020 – Lovelife (con Jeremih)
- 2023 – Tridimensionale (con Biagio Antonacci)
- 2023 – The Veldt Cinema (con deadmau5, Gary Go e Bynx)

Benassi Brothers (Benassi Bros.)
- 2002 - Don't Touch Too Much (con Paul French)
- 2003 - I Love My Sex (con Violeta)
- 2003 - Illusion (con Sandy)
- 2004 - Hit My Heart (con Dhany)
- 2004 - Make Me Feel (con Dhany)
- 2004 - Memory of Love (con Paul French)
- 2005 - Every Single Day (con Dhany)
- 2005 - Rocket in the Sky (con Dhany)
- 2006 - Feel Alive (con Sandy)

Benny B./Benny Bee
- 1992 - The Logical Song (con David Srb, Enzo Persueder e Marchino Moratori)
- 1998 - Stone Fox Chase/Funky Harmonica
- 1998 - Life is Life (con Larry Pignagnoli e Kevin Etienne)
- 1999 - Waiting for You (con Jennifer Bersola)
- 2000 - Free World (con Dhany)

KMC
- 1995 - Somebody to Touch Me (con Dhany, Davide Riva Rivaz e Larry Pignagnoli)
- 1996 - Street Life (con Dhany, Davide Riva Rivaz e Larry Pignagnoli)
- 2001 - I Feel So Fine (con Dhany, Davide Riva Rivaz e Larry Pignagnoli)
- 2001 - Get Better (con Sandy)

Altri nomi
- 2000 - You'll Take Someone (come "Blue Storm", con Igor Favretto e Nullo Cugini)
- 2002 - Run to Me (come "AL.BEN", con Dhany)
- 2004 - I Want You to Come (come "Bat67")
- 2005 - Who's Knockin'? (come "FB", con Ferry Corsten e Edun)

Produzioni/Musiche/Testi
- 1996 - J.K. - Sweet Lady Night
- 2000 - Dhany - Shut Up
- 2005 - Sandy Chambers - Give it Time
- 2006 - Dhany - Miles of Love
- 2007 - Dhany - Let it Go
- 2008 - Dhany - U & I
- 2011 - Chris Brown - Beautiful People
- 2011 - Sarah Raba feat. Iyaz and Mann - Twisted
- 2011 - Anjulie - After This Dance
- 2011 - Congorock - Ivory
- 2012 - Madonna - Girl Gone Wild, I'm Addicted, Best Friend (MDNA album)
- 2012 - Chris Brown - Don't Wake Me Up
- 2012 - Anjulie - You and I
- 2012 - Mika - Stardust
- 2012 - Pink Is Punk - Perfect Storm
- 2012 - Pink Is Punk & Benny Benassi (feat. Heather Bright) - Ghost
- 2013 - Jovanotti (feat. Benny Benassi) - Ti porto via con me
- 2013 - Jessica Sanchez - No One Compares
- 2014 - Timeflies - All The Way
- 2015 - Mika - Staring At The Sun
- 2018 - Giorgia - I Feel Love